# Dussack

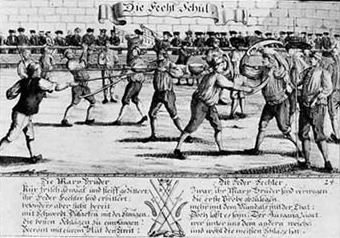
Allenamento di schermidori: la coppia sulla destra si allena con il dussack – Stampa del XVII secolo

Il vocabolo di lingua tedesca Dussack (da tesák in lingua ceca) indica una spada a lama ricurva, monofilare, originaria dell'Europa Centrale, caratterizzata da una guardia a crociera con fornimento a gabbia e vela o mezza-coccia para-dorso.
Il vocabolo dussack era inoltre utilizzato, nella scrima, per indicare un'arma propedeutica all'allenamento, valida per esercitare sia l'uso del dussack vero e proprio che altre spade da taglio come il Falcione o il Großes Messer, priva di guardia e pomolo, realizzata in legno o ferro.

## Storia
Come il Großes Messer (Coltella a due mani in lingua italiana), il dussack fu in buona sostanza un'evoluzione del falcione già in uso presso i laboratores sia come arma di utilità che come arma di difesa a partire dal XII secolo. Differenza fondamentale tra il dussack ed i falcioni tradizionali fu però la ricchezza e la varietà del suo fornimento, dovuto al notevole successo ludico riscosso dall'arma, entrata nel mondo della scrima come attrezzo per esercizi propedeutici (si parla del maneggio del dussack nel trattato Gründtliche Beschreibung der kunst des Fechten di Joachim Meyer – 1570). Laddove infatti il Großes Messer, nato come arma di difesa personale per i cacciatori contro le fiere (cinghiali, orsi, lupi), restò sempre legato ad una utenza non-nobile, il dussack, arrivato ai giorni nostri in esemplari di pregio, interessò anche un'utenza legata alle alte classi sociali del tempo.
L'utilizzo sportivo-propedeutico del dussack cominciò nel XIII secolo e proseguì fino a tutto il XVII secolo. Stando ai dati in nostro possesso, scopo della gara era colpire l'avversario alla testa il più rapidamente e brutalmente possibile: il primo dei due contendenti a perdere sangue dal cranio veniva dichiarato sconfitto. L'enorme successo di pubblico del dussack nelle terre del Sacro Romano Impero Germanico, ben testimoniato dalla ricca etimologia dell'arma (dusack, dysack, tesak, tuseckn, thuseckn, disackn, o dusägge, dusegge, dusegg), aiuta a comprendere la sua larga diffusione.
Come arma vera e propria, il dussack originò con buona probabilità in Boemia nel XVI secolo ed ebbe larga diffusione nelle terre gravitanti intorno all'Austria.
Il Trattato di costume del 1590 di Cesare Vecellio dimostra il suo utilizzo da parte della classe popolare veneta: in esso è infatti presente la tavola "giovane contadino (veneto) sposo nelle feste", nella quale il soggetto in questione cinge una dussack, ovvero una coltella "che [tali contadini] adoperano delle volte in ferire i loro rivali in amore".
Il suo campo d'applicazione bellico, sostanzialmente legato alla truppa di fanteria, portò quasi certamente ad una sua sovrapposizione con armi simili in uso sin dal Tardo Medioevo: durante la Guerra dei Trent'Anni il dussack, identificato per il suo peculiare fornimento, montava in realtà spesso la lama di un costoliere da fante, di una storta; alcuni modelli montano addirittura una lama molto simile a quella della szabla in uso agli Ussari alati di Polonia, arma da cui ebbe origine la sciabola europea.

Più controversa invece la tesi secondo la quale il dussack, introdotto in Boemia dal Regno d'Ungheria, sarebbe arma derivata dalla scimitarra dei turchi, il kilij, che si caratterizza però per l'avere un fornimento molto semplice ed essenziale. Proprio il peculiare ed elaborato fornimento del dussack avrebbe infatti influenzato l'evoluzione delle Spade con Elsa a Cesto: la "Spada con guardia alla Sinclair", archetipo delle spade con elsa a cesto sviluppate nel Regno Unito era infatti un costoliere con guardia da dussack o, forse, un dussack vero e proprio.

## Costruzione
Esistevano notevoli differenze estetiche tra il dussack utilizzato nelle scuole di scrima come arma propedeutica e le armi da guerra vere e proprie catalogate come dussack:
- Il dussack "propedeutico" era realizzato in metallo o in cuoio. La forma della lama presentava una marcata curvatura in prossimità della punta ed una parte centrale tozza. Mancava completamente la crociera: nei modelli in cuoio, il dussack presentava un incavo nella parte inferiore onde accogliere la mano del praticante garantendo un minimo di protezione alle dita; nei modelli in metallo, il codolo si ripiegava sull'impugnatura in un archetto para-mano che andava a congiungersi con la base della lama;
- La linea del dussack, nella sua variante bellica vera e propria, si basava su quella della coltella a due mani. La lama monofilare aveva una lunghezza compresa tra i 65 ed i 95 cm, con una marcata curvatura in prossimità della punta. Alcuni modelli dell'arma presentano lama molto simile a quella di un costoliere. L'elsa del dussack, differentemente dal Großes Messer, aveva manica rigorosamente ad una mano. Caratteristica peculiare dell'arma era la guardia a crociera, dai bracci molto pronunciati, spesso divergenti, ponti a protezione del pollice ed una vela triangolare metallica a protezione del dorso della mano, molto simile a quella in uso per le daghe e le daghette.

### Fonti
- Meyer, Joachim (1570), Gründtliche Beschreibung der kunst des Fechten, Strasburgo.

### Studi
- Gradowski, Michał [e] Żygulski, Zdzisław (2010), Słownik uzbrojenia historycznego, Varsavia, ISBN 978-83-01-16260-3, pp. 39-40.
- Oakeshott, Ewart (2000), European Weapons and Armour: From the Renaissance to the Industrial Revolution, Boydell Press, ISBN 0-85115-789-0.